# Laurisa Landre
Laurisa Landre (født 27. Oktober 1992 i Pointe-à-Pitre) er en fransk håndboldspiller, som spiller for Toulon Saint-Cyr Var Handball og tidligere det franske landshold.